# Павленківська сільська рада (Новопсковський район)
| Павленківська сільська рада — колишній орган місцевого самоврядування у Новопсковському районі Луганської області з адміністративним центром у с. Павленкове. Історична дата утворення: в 1943 році. Водоймища на території, підпорядкованій даній раді: річка Біла. Сільській раді підпорядковані населені пункти: - с. Павленкове - с. Трембачеве |

## Склад ради
Рада складається з 14 депутатів та голови.

### Керівний склад ради
| ПІБ                    | Основні відомості                                                         | Дата обрання | Дата звільнення |
| ---------------------- | ------------------------------------------------------------------------- | ------------ | --------------- |
| Зінченко Юрій Іванович | Сільський голова, 1964 року народження, освіта, член Партії регіонів      | 26.03.2006   | 31.10.2010      |
| Зінченко Юрій Іванович | Сільський голова, 1964 року народження, освіта вища, член Партії регіонів | 31.10.2010   |                 |

Примітка: таблиця складена за даними джерела